# Poritschtschja (Jaworiw)
Poritschtschja (ukrainisch Поріччя; russisch Поречье Poretschje, polnisch Porzecze oder Porzecze Janowskie) ist ein Dorf in der westukrainischen Oblast Lwiw mit etwa 440 Einwohnern.
Am 12. Juni 2020 wurde das Dorf ein Teil neu gegründeten Siedlungsgemeinde Iwano-Frankowe im Rajon Jaworiw; bis dahin bildet es zusammen mit den Dörfern Jamelnja (Ямельня) und Stradtsch (Страдч) die Landratsgemeinde Poritschtschja (Порічанська сільська рада/Poritschanska silska rada).

## Geschichte
Der Ort wurde im Jahre 1430 als Porzecze, ein Dorf nach Deutschem Recht, erstmals urkundlich erwähnt, und tauchte dann als Porzecze (1473, 1578), Porzycze (1661–1665), Porzecze Janowskie (1887) verschiedentlich auf. Der Name beschreibt das Ufer eines Flusses, die Umgebung eines Flusses.
Der Ort gehörte zunächst zum Lemberger Land in der Woiwodschaft Ruthenien der Adelsrepublik Polen-Litauen. Bei der Ersten Teilung Polens kam das Dorf 1772 zum neuen Königreich Galizien und Lodomerien des habsburgischen Kaiserreichs (ab 1804).
Im Jahre 1900 hatte die Gemeinde Porzecze Janowskie 71 Häuser mit 427 Einwohnern, davon waren 381 ruthenischsprachig, 41 deutschsprachig, 5 polnischsprachig, 350 griechisch-katholisch, 25 römisch-katholisch, 30 Juden, 22 anderen Glaubens.
Nach dem Ende des Polnisch-Ukrainischen Kriegs 1919 kam die Gemeinde zu Polen. Im Jahre 1921 hatte die Gemeinde Porzecze Janowskie 65 Häuser mit 384 Einwohnern, davon waren 294 Ruthenen, 73 Polen, 17 Deutsche, 333 griechisch-katholisch, 25 römisch-katholisch, 26 evangelisch.
Im Zweiten Weltkrieg gehörte der Ort zuerst zur Sowjetunion und ab 1941 zum Generalgouvernement, ab 1945 wieder zur Sowjetunion, heute zur Ukraine.

### Rottenhan

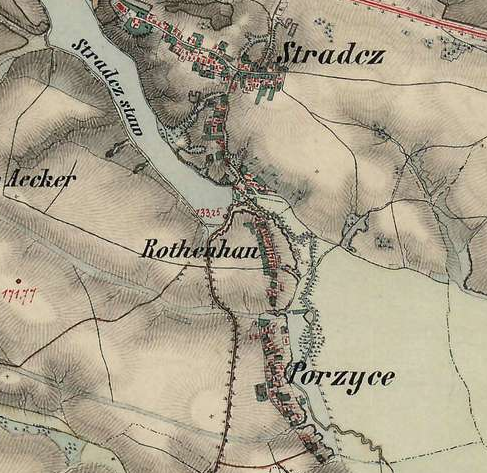
Rothenhan und Porzycze auf der Franziszeischen Landesaufnahme um die Mitte des 19. Jahrhunderts

Im Jahre 1785 wurden im Zuge der Josephinischen Kolonisation auf dem Grund des Dorfes deutsche Kolonisten lutherischer Konfession angesiedelt. Die Kolonie wurde Rottenhan bzw. Rothenhahn genannt und wurde eine unabhängige Gemeinde. Die Protestanten gehörten der Pfarrgemeinde Hartfeld in der Evangelischen Superintendentur A. B. Galizien an. In der Zwischenkriegszeit gab es eine Filialgemeinde der Evangelischen Kirche Augsburgischen und Helvetischen Bekenntnisses in Kleinpolen, die im Jahr 1937 144 Mitglieder hatte.
Im Jahre 1900 hatte die Gemeinde Rottenhan 20 Häuser mit 167 Einwohnern, davon waren 142 deutschsprachig, 18 ruthenischsprachig, 7 polnischsprachig, 20 römisch-katholisch, 15 griechisch-katholisch, 132 anderen Glaubens.
Im Jahre 1921 hatte die Gemeinde Rottenhan 19 Häuser mit 130 Einwohnern, davon waren 70 Deutsche, 31 Ruthenen, 29 Polen, 77 evangelisch, 42 griechisch-katholisch, 29 römisch-katholisch.